# 筒井大助
筒井 大助（つつい だいすけ、1958年1月22日 - ）は日本の野球選手（外野手）、野球指導者、学者。ソウルオリンピック日本代表チームでは主将を務めた。
2009年以降に改名して筒井 崇護（つつい たかもり）となり、2020年現在は日本体育大学スポーツ文化学部スポーツ国際学科教授。

## 経歴
尼崎西高等学校から関西学院大学に進む。近畿大学リーグでは在学中3回優勝するが、入れ替え戦で敗れ関西六大学野球リーグへの昇格はならなかった。1979年春季リーグで8本塁打を記録。
大学卒業後は住友金属に入り、2年目の1981年からスタメンに定着し、同年の日本選手権では四番・一塁手を任された。1982年の都市対抗では石井毅、嶋田宗彦のバッテリーを擁し決勝に進出、日本鋼管福山を降し初優勝を飾る。
1983年の社会人野球日本選手権でも準決勝で本塁打を放つなど活躍、決勝ではエース高橋修二が東芝の青木秀夫との投手戦を制し優勝、この大会では優秀選手として表彰された。同年は初の社会人ベストナイン（外野手）にも選出されている。翌1984年の社会人野球日本選手権では、日本通運との決勝で本塁打を放ち、初の連覇を果たすとともに、自身も優秀選手に再び選ばれた。
1985年にはアジア選手権日本代表に選ばれ、同年のインターコンチネンタルカップにも出場。 1988年はワールドカップに出場。また左の大砲としてソウルオリンピック代表に選出され、全試合で三番・右翼手として先発出場した。計5安打を放つも、準決勝・決勝ではノーヒットに終わる。代表では最年長の選手として主将を任され、チームをまとめて銀メダル獲得に貢献した。また外野手として2度目の社会人ベストナインに選出されている。
1989年の社会人野球日本選手権で自身3度目の優勝を経験。1990年は日本生命の補強選手として第61回都市対抗野球大会に出場し、10年連続出場の表彰を受けている。1991年に現役を引退し、翌1992年から日本オリンピック委員会の在外研修制度でアメリカジョージア州のジョージアサザン大学に留学した。同大学でスポーツ心理学を聴講しながら野球部の練習を見学し、メジャーリーグの春季キャンプも視察している。アメリカでは選手が自立した人間として扱われる事で自分自身を培っており、それが国際舞台での強さに繋がっていると感じたという。
野球日本代表のコーチなどを務めた後、1995年に住友金属の監督に就任。徹底した反復練習を課し、翌1996年に日本選手権で優勝、翌年も準優勝している。しかし1999年に住友金属工業のリストラの一環として野球部が廃部となり、これにともない監督を退任した。
高校野球解説者などを務めた後、2003年に日本体育大学から招聘され、2月1日に野球部の監督に就任。他大学出身者としては初の同大学監督となった。2004年秋季の首都大学野球リーグで12季ぶりの優勝を果たしている。同年の明治神宮野球大会ではベスト4に進出。2008年をもって同部の監督を退任し、日本体育大学で教授およびソフトボール部の部長を務めている。